# Pentafluoruro di vanadio
Il pentafluoruro di vanadio o fluoruro di vanadio(V) è il composto inorganico binario di vanadio e fluoro avente formula VF5. In condizioni normali è un liquido incolore piuttosto volatile. È l'unico alogenuro del vanadio nello stato di ossidazione +5; chimicamente è un composto molto reattivo, fortissimo ossidante ed energico fluorurante. Il composto non ha applicazioni commerciali significative.

## Struttura
Allo stato solido VF5 si presenta come solido bianco. La struttura è isomorfa con MoOCl4 e i pentafluoruri di cromo, tecnezio e renio, e consta di catene infinite di ottaedri VF6 uniti da un atomo di fluoro in comune. 
In fase gassosa sono presenti singole molecole VF5 con struttura a bipiramide trigonale; la simmetria risulta D3h. Misure di diffrazione elettronica mostrano che le distanze V–F sono circa 170 pm e 174 pm, rispettivamente per gli atomi di fluoro equatoriali e assiali.

## Sintesi
Il composto fu sintetizzato per la prima volta nel 1911 da Otto Ruff per dismutazione del tetrafluoruro di vanadio sopra i 325 ºC:
{\displaystyle {\ce {2 VF4 -> VF5 + VF3}}}
Un metodo più recente e conveniente prevede la reazione diretta a 300 ºC tra vanadio metallico e fluoro in ambiente anidro:
{\displaystyle {\ce {2 V + 5 F2 -> 2 VF5}}}